# Krassóvermes község
Krassóvermes község (románul: Comuna Vermeș) község Krassó-Szörény megyében, Romániában. Központja Krassóvermes, beosztott falvai Izgár, Érszeg.

## Népessége
A 2011-es népszámlálás adatai alapján a község népessége 1566 fő volt.